# Гленбоцкий, Евгений Станиславович
Евгений Станиславович Гленбоцкий (1887—1942) — участник Белого движения на Юге России, ротмистр 1-го кавалерийского полка.

## Биография
Сын личного дворянина. Уроженец Курской губернии. Окончил Сумскую гимназию (1905) и физико-математический факультет Харьковского университета по естественному отделению (1910).
С началом Первой мировой войны — вольноопределяющийся 10-го драгунского Новгородского полка. Произведен из младших унтер-офицеров в прапорщики Главнокомандующим армиями Юго-Западного фронта 23 декабря 1914 года «за отличия в делах против неприятеля» (производство утверждено Высочайшим приказом от 7 октября 1915 года). Из наград имел орден Св. Станислава 3-й степени с мечами и бантом. Произведен в корнеты 17 февраля 1916 года, в поручики — 14 августа того же года, в штабс-ротмистры — 24 июня 1917 года.
В Гражданскую войну участвовал в Белом движении в составе Вооруженных сил Юга России и Русской армии. В 1920 году — ротмистр 1-го кавалерийского полка до эвакуации Крыма. Награждён орденом Св. Николая Чудотворца
За то, что в бою 13 августа 1920 года у дер. Тимофеевка, командуя сводным эскадроном, видя, что противник ворвался в деревню, с беззаветным мужеством бросился в шашки на конницу, несмотря на явное превосходство ее в силах и убийственный пулеметный огонь, смял ее и нанеся ей большие потери, обратил в бегство и гнал на протяжении нескольких верст, благодаря чему было восстановлено положение.
В эмиграции в Югославии, жил в Штипе. Умер в 1942 году. Был женат, имел дочь.

## Награды
- Орден Святого Станислава 3-й ст. с мечами и бантом (ВП 5.05.1916)
- Орден Святителя Николая Чудотворца (Приказ Главнокомандующего № 3705, 7/20 октября 1920)